# Schneider SG-38
Schneider SG-38 – niemiecki szybowiec treningowy do szkolenia początkowego. Zaprojektowany w 1938 r., wykorzystywany podczas II wojny światowej do szkolenia pilotów Luftwaffe. Po wojnie, z racji wielkoseryjnej produkcji, wiele egzemplarzy tego szybowca zostało wykorzystanych w szkołach lotniczych w krajach Europy.

## Historia
Niemieccy piloci korzystali podczas szkolenia początkowego z szybowców Zögling 31, Zögling 35 oraz Grunau 9. W trakcie ich eksploatacji podjęto decyzję o zbudowaniu konstrukcji, która wykorzystałaby ich korzystne cechy oraz (jako monotyp) usprawniłaby proces eksploatacji. Do prac nad budową nowej konstrukcji przystąpili Edmund Schneider, Ludwig Hofmann oraz Rehberg.
Oblot prototypu wykonano w 1938 r. Konstrukcja okazała się udana – zapewniała stabilny lot nawet w wykonaniu początkującego ucznia oraz bezpieczeństwo przy lądowaniu. Szybowiec szybko stał się podstawową maszyną szkolną. Nowa konstrukcja otrzymała nazwę Schulgleiter 38, skróconą do SG-38. Szybowiec został skierowany do produkcji w 1940 r., kiedy to wyprodukowano 100 egzemplarzy. Produkcję seryjną uruchomiono w zakładach Schneider, Klaus Flugzeugbau, Petersen Flugzeugbau, Pander en Zenen, Ratjens Flugzeugbau, Oberlechner Spittal a.d. Drau, Kartner Spittal a.d. Drau. Na terenie okupowanych Czech produkcja ruszyła w fabrykach Ing. Mraz Flugzeugbau i Petera Flugzeugbau. Dokumentacja została również przekazana Słowacji, gdzie też rozpoczęto wytwarzanie SG-38. Na potrzeby szkolnictwa lotniczego NSFK i Luftwaffe wyprodukowano ok. 9000 szybowców. Po zakończeniu II wojny światowej produkcja była kontynuowana w Czechosłowacji pod oznaczeniem SK-38 Komar oraz w Wielkiej Brytanii jako EON-7 „Primary”. Produkcja seryjna SG-38 została również podjęta w Hiszpanii. W latach 1949–1951 w zakładach Aeronautica Industrial w Cuatro Vientos wyprodukowano 50 egzemplarzy tego szybowca. Szybowce SG-38 trafiły również do Pakistanu, gdzie szkolili się na nich piloci tworzonego tam lotnictwa tego kraju.

### SG-38 w lotnictwie polskim
Po zakończeniu II wojny światowej w Polsce wiele egzemplarzy SG-38 zostało odnalezione na poniemieckich lotniskach. Z odnalezionych szybowców oraz elementów zapasowych udało się skompletować 373 latające egzemplarze. Były one wykorzystywane w polskim szkolnictwie lotniczym na terenie całego kraju. Dwa ostatnie, SP-670 i SP-877, zostały skreślone z rejestru statków powietrznych w dniu 28 grudnia 1957 r. Z racji swej konstrukcji były określane przez polskich pilotów mianem „Patyk”. Jeden z szybowców SG-38 jest przechowywany, w stanie uszkodzonym, w zbiorach Muzeum Lotnictwa Polskiego w Krakowie.

## Konstrukcja
Jednomiejscowy szybowiec szkolny w układzie górnopłatu o konstrukcji drewnianej. Kadłub o konstrukcji kratownicowej, w jego przedniej części znajdowała się skrzynka z siedzeniem pilota. Można było je osłonić kabinką wykonaną ze sklejki i płótna (wersja z kabinką pilota nosiła oznaczenie SG-38K). Płat dwudzielny o konstrukcji dwudźwigarowej, wyposażony w lotki, do pierwszego dźwigara kryte sklejką, dalej płótnem. Skrzydło usztywnione było systemem cięgien, górne zamocowane były do nadkadłubowej piramidki, dolne były mocowane do ramy kadłuba. Usterzenie klasyczne, krzyżowe, statecznik poziomy podparty pojedynczym zastrzałem. Podwozie jednotorowe złożone z podkadłubowej płozy amortyzowanej olejowo-pneumatycznie i płozy ogonowej. Do przedniej płozy był zamontowany hak do startu z lin gumowych.

## Galeria

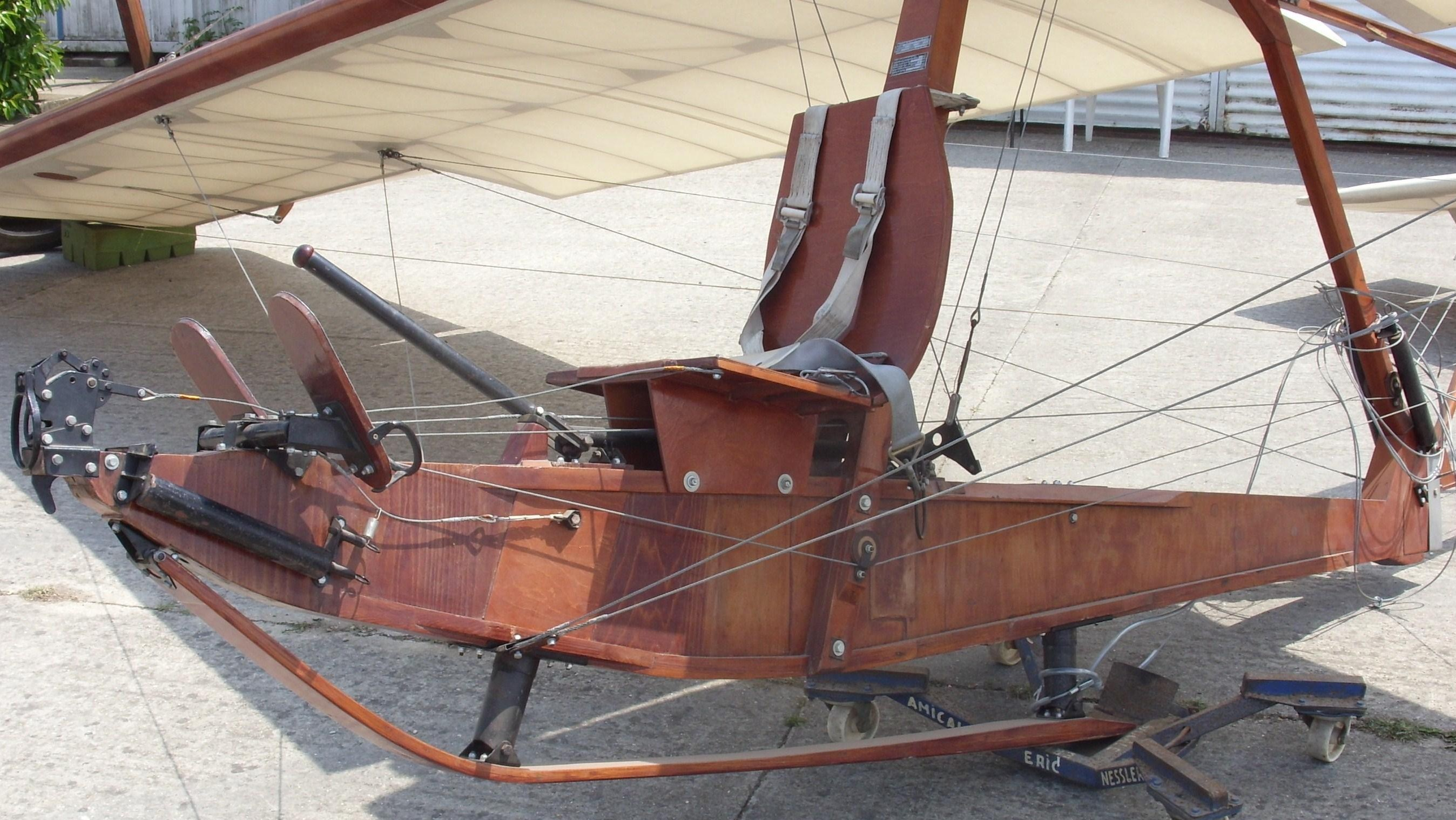
Przednia część kadłuba SG-38, widoczne miejsce pilota oraz płoza podkadłubowa
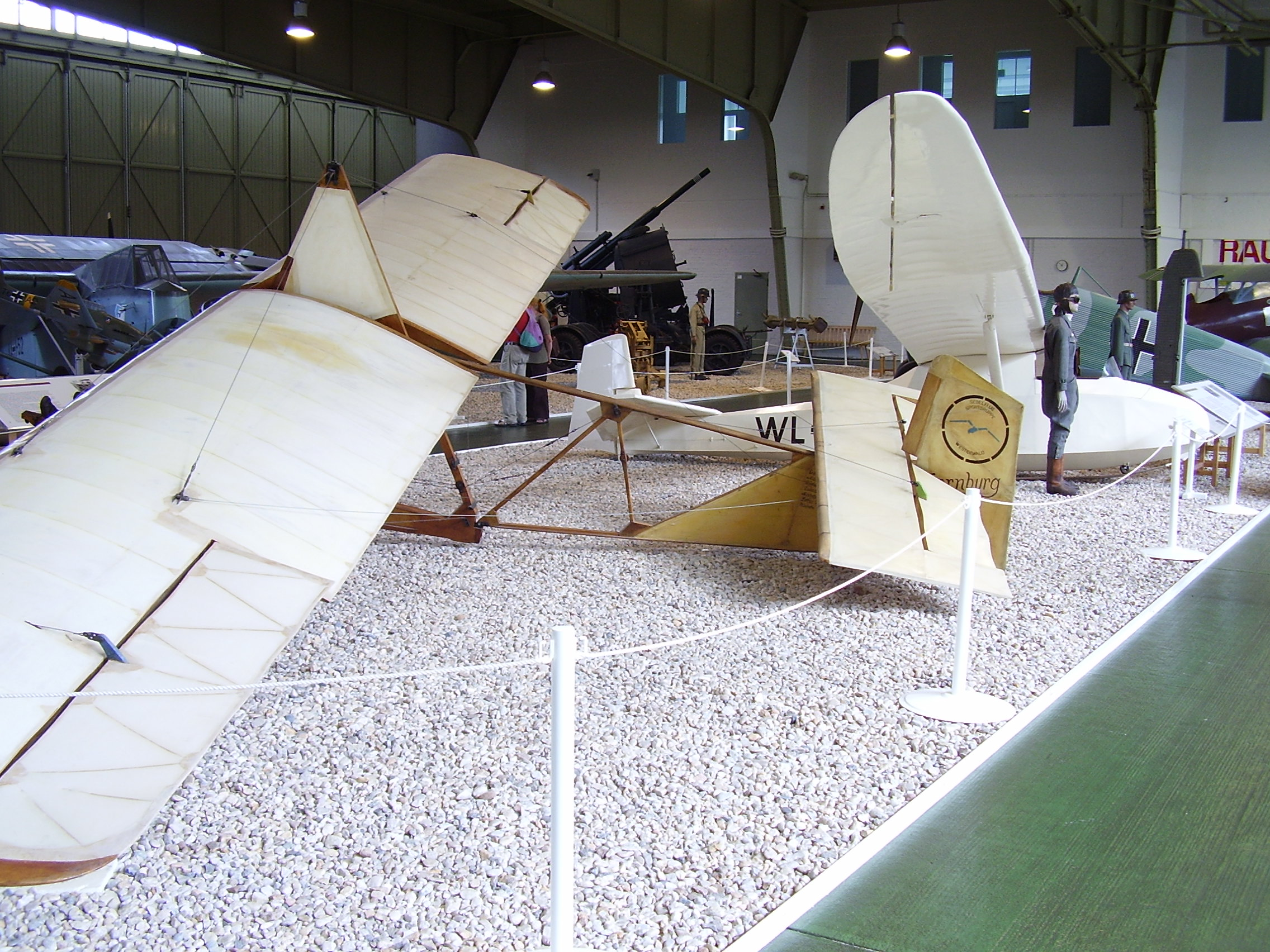
Widoczne elementy konstrukcyjne płata, kadłuba i usterzenia
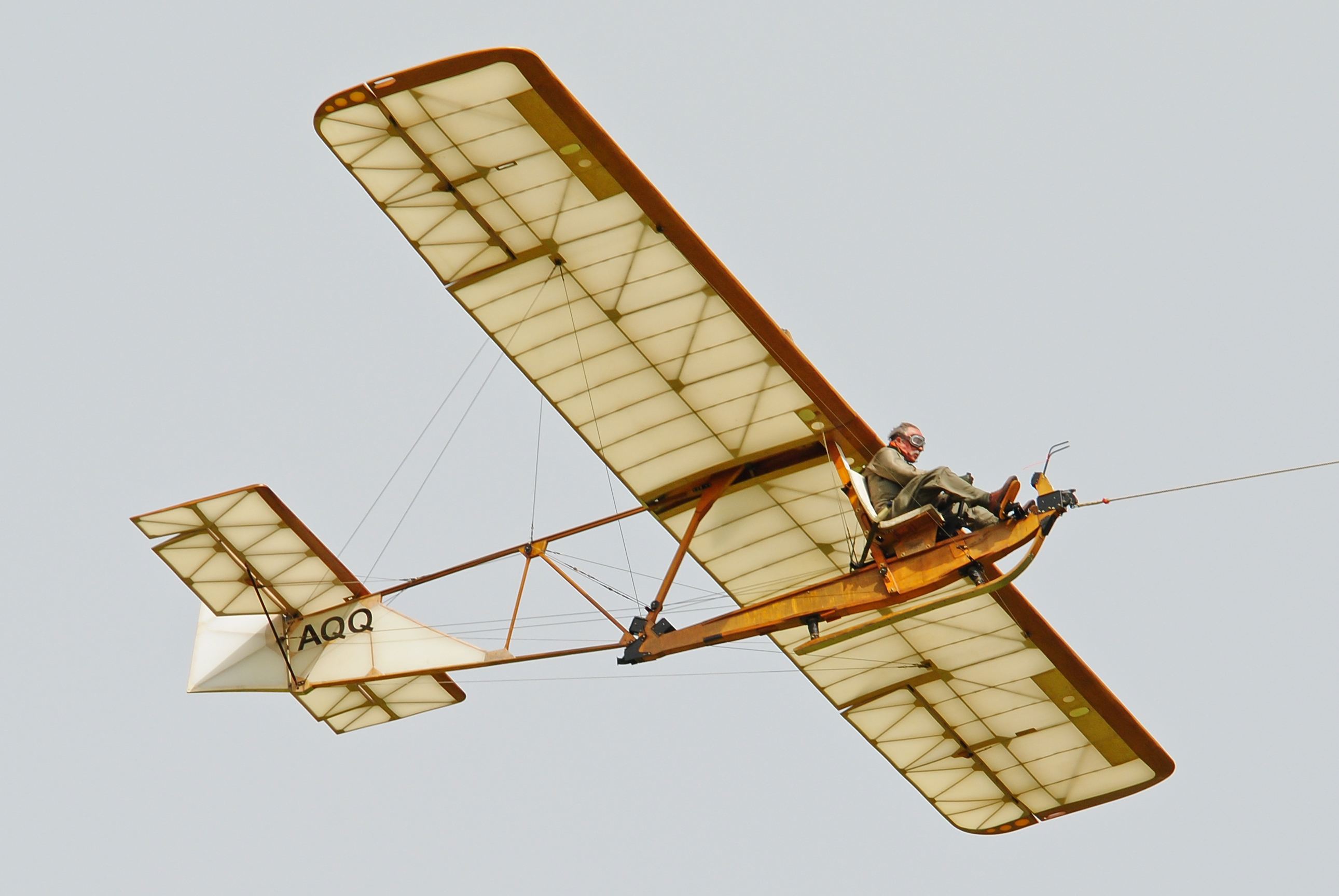
EON-7 Primary w locie
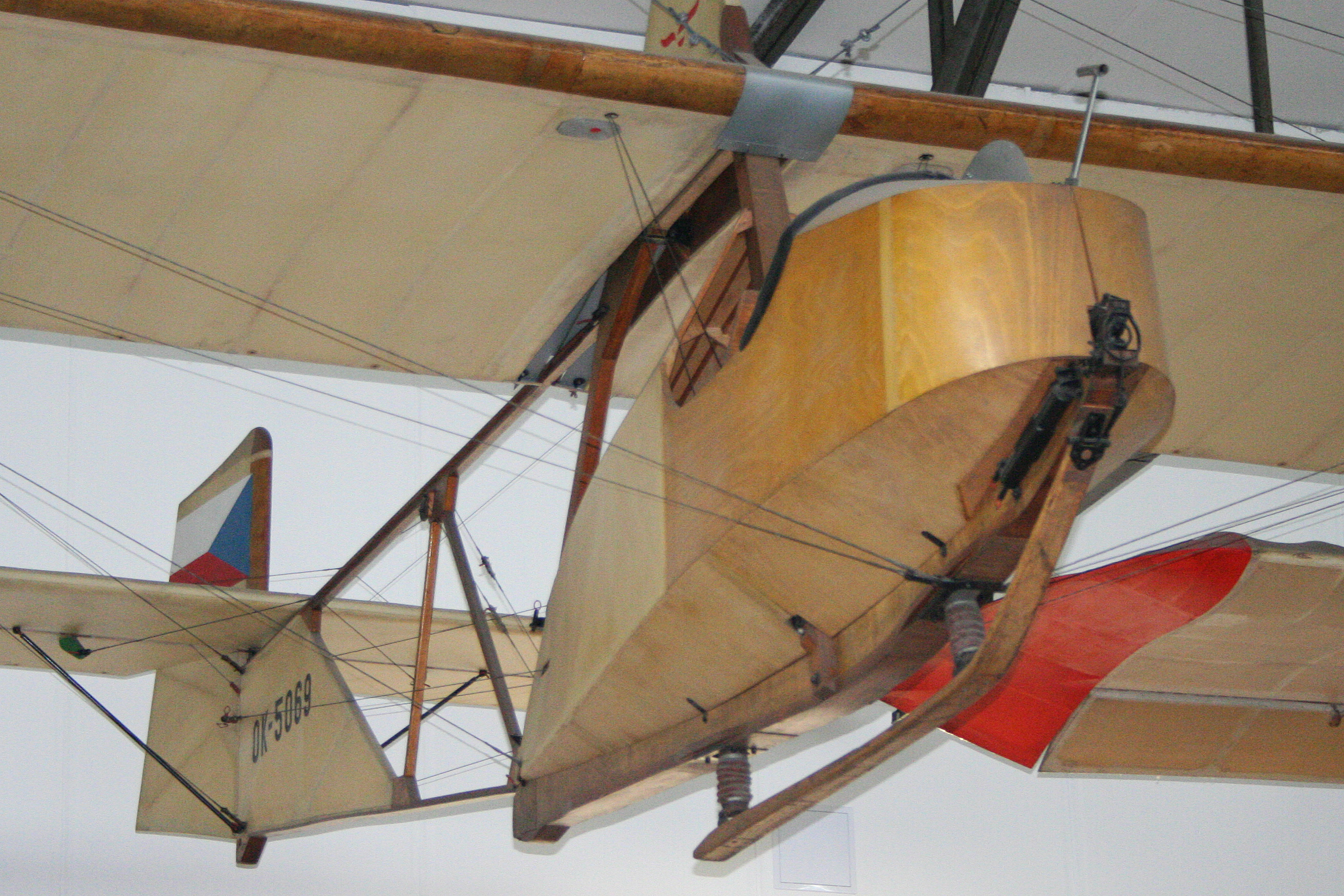
Czechosłowacki SK-38 Komar
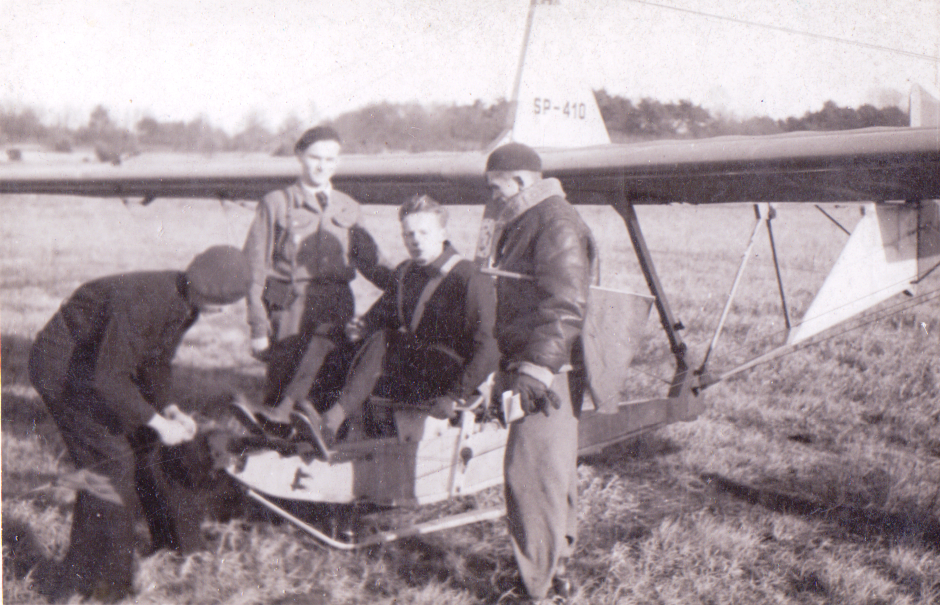
SG-38 w lotnictwie polskim